# Kermanshah
Kermanshah (en persa: کرمانشاه‎, romanizado: Kermānšāh [kʰɨɾmä:ʃä:n], en kurdo: کرماشان, Kirmaşan) es la ciudad capital de la provincia de Kermanshah, ubicada en la zona occidental de Irán. Está situada a 525 kilómetros de Teherán. La ciudad se encuentra a 80 kilómetros de la frontera con Irak. La mayoría de sus habitantes de habla persa y kurdo. La mayoría de la población de esta ciudad son musulmanes chií.

## Historia

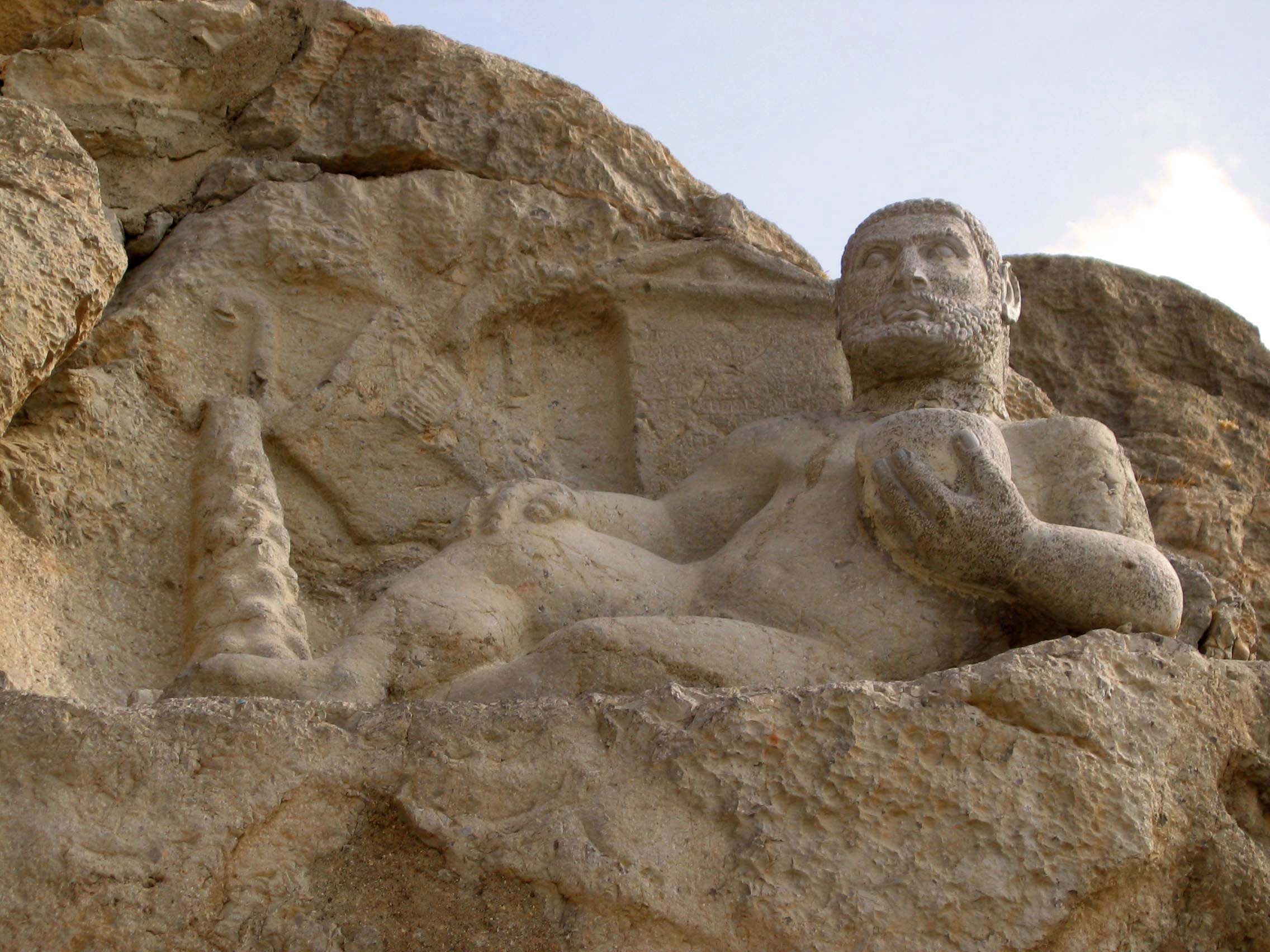
Representación de era helenística de Bahram como Hércules tallado en 153 a. C.

Dada su antigüedad, sus atractivos paisajes y su rica cultura, Kermanshah es considerada una cuna prehistórica, un pueblo neolítico. De acuerdo con las fuentes y las excavaciones arqueológicas, el área de Kermanshah ha sido ocupada por habitantes prehistóricos desde el período paleolítico inferior,  y a lo largo del paleolítico hasta finales del pleistoceno. Se han encontrado una serie de hachas de mano pertenecientes al paleolítico inferior en el área de Gakia, al este de la ciudad. También se han encontrado restos del paleolítico medio hacia el norte, en Tang-e-Kenesht y cerca de Taq-e Bostan. Las cuevas paleolíticas conocidas en la zona son Warwasi, Kobeh y Do-Eshkaft. La región es también uno de los primeros lugares donde se establecieron asentamientos humanos como Asiab, Qazanchi, Tappeh Sarah, Chia Jani y Ganj-Darreh hace unos 8000–10 000 años. La misma época en que se fabricó la cerámica hallada en Ganj-Darreh, cerca del actual Harsin.

### Antes de la invasión árabe
Según la mitología persa, la construcción de la ciudad es atribuida a Tahmoures Divband, rey fabuloso perteneciente a la dinastía Pishdadi, sin embargo se cree que Kermanshah fue construida por la dinastía sasánida. Fue una ciudad gloriosa durante el período sasánida, siglo IV d. C., siendo capital y centro médico significativo que sirvió como lugar de veraneo para los reyes sasánidas.
En el año 226 d. C., después de una guerra de dos años dirigida por Ardashir I contra tribus kurdas de la región, el imperio estableció como príncipe a un líder kurdo llamado Kayus de Medya para gobernar la región. Junto a la dinastía conocida como la Casa de Kayus (o Kâvusakân) también existió un reino semiautónomo kurdo que duró hasta el año 380 d. C., antes de que Ardashir II destituyera al último miembro dirigente de esta dinastía.

### Después de la invasión árabe
Kermanshah fue conquistada por los árabes en el año 640. Bajo la dinastía selyúcida, en el siglo IX, era un núcleo principal de la cultura y del comercio en el oeste de Irán y el sur de la región kurda. Los safávidas fortificaron la ciudad y los Qajars rechazaron un ataque de los turcos durante el mandato de Fath Ali Shah (1797-1834). Kermanshah fue ocupada por los otomanos entre 1723–1729 y 1731–1732.

### Reciente
Tras la ocupación por el ejército Imperio otomano en 1915 durante la I Guerra Mundial, fue evacuada en 1917. Kermanshah jugó un importante papel en la Revolución constitucional iraní, durante en período Qajar, y en el Movimiento Republicano durante el período Pahlavi. La ciudad fue duramente golpeada en la Guerra Irán-Irak, y a pesar de haber sido reconstruida, no se ha recuperado del todo.

### Nombramiento de la ciudad
Existen diferentes teorías acerca del nombramiento de la ciudad. Algunos creen que Kermanshah fue nombrada así, porque Bahram IV, el emperador sasánida,  que era llamado de esta manera, dado que había gobernado Kermán antes de su ascenso al trono. Pero según otras fuentes, Kermanshah está relacionado con el término kurmanji, que es uno de los principales dialectos del kurdo. Tras la Revolución Islámica, a finales de los 70, la ciudad y la provincia se renombraron brevemente como Bakhtaran, aparentemente debido a la inclusión de Shah en el nombre previo. Sin embargo, tras la Guerra Irán-Irak se las volvió a llamar Kermanshah.

## Demografía
| Gráfica de evolución de Kermanshah entre 1956 y 2016 |
|                                                      |
| Fuente: Ostan-ks.                                    |

## Clima
Kermanshah tiene un clima continental suavizado por la proximidad de los montes Zagros. La altitud de la ciudad incrementa las precipitaciones. Kermanshah experimenta inviernos más bien fríos, y las lluvias se producen principalmente en primavera y otoño. Se puede observar un manto de nieve al menos por un par de semanas durante el invierno. Los veranos en Kermanshah son bastante calurosos.
| Parámetros climáticos promedio de Kermanshah, Irán       | Parámetros climáticos promedio de Kermanshah, Irán | Parámetros climáticos promedio de Kermanshah, Irán | Parámetros climáticos promedio de Kermanshah, Irán | Parámetros climáticos promedio de Kermanshah, Irán | Parámetros climáticos promedio de Kermanshah, Irán | Parámetros climáticos promedio de Kermanshah, Irán | Parámetros climáticos promedio de Kermanshah, Irán | Parámetros climáticos promedio de Kermanshah, Irán | Parámetros climáticos promedio de Kermanshah, Irán | Parámetros climáticos promedio de Kermanshah, Irán | Parámetros climáticos promedio de Kermanshah, Irán | Parámetros climáticos promedio de Kermanshah, Irán | Parámetros climáticos promedio de Kermanshah, Irán |
| Mes                                                      | Ene.                                               | Feb.                                               | Mar.                                               | Abr.                                               | May.                                               | Jun.                                               | Jul.                                               | Ago.                                               | Sep.                                               | Oct.                                               | Nov.                                               | Dic.                                               | Anual                                              |
| -------------------------------------------------------- | -------------------------------------------------- | -------------------------------------------------- | -------------------------------------------------- | -------------------------------------------------- | -------------------------------------------------- | -------------------------------------------------- | -------------------------------------------------- | -------------------------------------------------- | -------------------------------------------------- | -------------------------------------------------- | -------------------------------------------------- | -------------------------------------------------- | -------------------------------------------------- |
| Temp. máx. abs. (°C)                                     | 20.2                                               | 21.8                                               | 28.4                                               | 33.7                                               | 38.5                                               | 43.0                                               | 44.1                                               | 44.0                                               | 40.4                                               | 34.4                                               | 28.4                                               | 25.4                                               | 44.1                                               |
| Temp. máx. media (°C)                                    | 6.5                                                | 8.9                                                | 14.3                                               | 19.7                                               | 25.8                                               | 33.3                                               | 37.8                                               | 37.0                                               | 32.5                                               | 25.0                                               | 16.7                                               | 9.7                                                | 22.3                                               |
| Temp. media (°C)                                         | 0.6                                                | 2.5                                                | 7.7                                                | 12.7                                               | 17.6                                               | 23.6                                               | 28.2                                               | 27.2                                               | 22.4                                               | 16.0                                               | 8.9                                                | 3.5                                                | 14.2                                               |
| Temp. mín. media (°C)                                    | -4.3                                               | -3.0                                               | 1.2                                                | 5.1                                                | 8.2                                                | 11.4                                               | 16.1                                               | 15.4                                               | 10.6                                               | 6.4                                                | 1.8                                                | 1.7                                                | 5.6                                                |
| Temp. mín. abs. (°C)                                     | −24.0                                              | -27.0                                              | −11.3                                              | -6.1                                               | -1.0                                               | 2.0                                                | 8.0                                                | 8.0                                                | 1.2                                                | -3.5                                               | -17.0                                              | −17.0                                              | -27.0                                              |
| Precipitación total (mm)                                 | 67.1                                               | 62.9                                               | 88.9                                               | 69.9                                               | 33.7                                               | 0.5                                                | 0.3                                                | 0.3                                                | 1.3                                                | 29.2                                               | 54.3                                               | 70.3                                               | 478.7                                              |
| Días de lluvias (≥ 1 mm)                                 | 11.4                                               | 10.7                                               | 12.6                                               | 11.0                                               | 7.6                                                | 0.5                                                | 0.2                                                | 0.4                                                | 0.5                                                | 4.9                                                | 7.9                                                | 9.6                                                | 77.3                                               |
| Días de nevadas (≥ 1 mm)                                 | 5.9                                                | 4.7                                                | 1.9                                                | 0.2                                                | 0.0                                                | 0.0                                                | 0.0                                                | 0.0                                                | 0.0                                                | 0.0                                                | 0.3                                                | 3.1                                                | 16.1                                               |
| Horas de sol                                             | 134.8                                              | 150.1                                              | 180.7                                              | 204.6                                              | 268.0                                              | 348.3                                              | 349.1                                              | 336.7                                              | 304.6                                              | 242.8                                              | 187.6                                              | 147.9                                              | 2855.2                                             |
| Humedad relativa (%)                                     | 75                                                 | 71                                                 | 62                                                 | 57                                                 | 49                                                 | 28                                                 | 23                                                 | 23                                                 | 25                                                 | 40                                                 | 59                                                 | 71                                                 | 49                                                 |
| Fuente n.º 1: NOAA                                       |                                                    |                                                    |                                                    |                                                    |                                                    |                                                    |                                                    |                                                    |                                                    |                                                    |                                                    |                                                    |                                                    |
| Fuente n.º 2: Iran Meteorological Organization (records) |                                                    |                                                    |                                                    |                                                    |                                                    |                                                    |                                                    |                                                    |                                                    |                                                    |                                                    |                                                    |                                                    |

## Lugares de interés

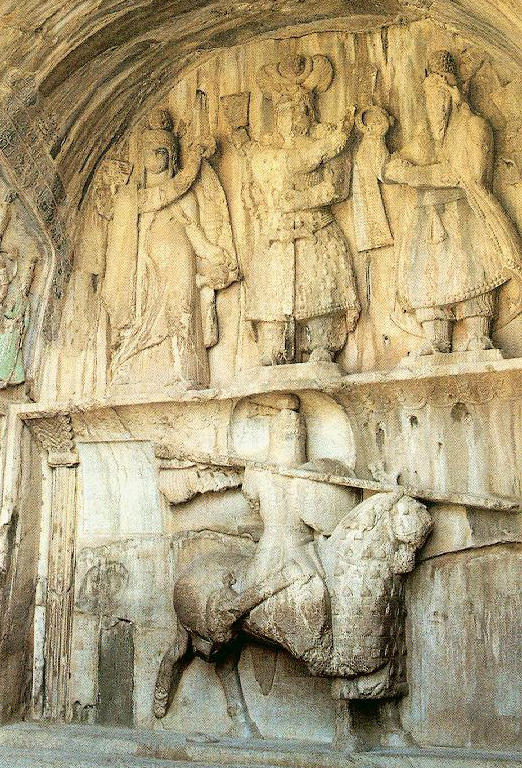
Cosroes y Parviz de pie. A su izquierda Ahura Mazda, a su derecha Anahita, y debajo, Cosroes vestido de caballero persa y montando su caballo favorito, Shabdiz.

### Taq-e Bostan
Uno de los relieves más importantes dentro de la gruta o ivan es la gigantesca figura ecuestre del rey sasánida Cosroes II (591-628) montando su caballo favorito, Shabdiz. Ambos, tanto jinete como caballo están ataviados con su completa armadura.
El arco descansa sobre dos columnas decoradas delicadamente con un talle mostrando el árbol de la vida o árbol sagrado. Encima del arco y localizado sobre los dos lados de enfrente están las figuras de dos ángeles alados con diadema.
Alrededor de la zona externa del arco, un margen visiblemente tallado, dentado con estampado de flores. Este mismo estampado también se encuentra en los trajes oficiales de los reyes Sasánidas.
Las medidas aproximadas del panel ecuestre tomadas el 16 de agosto de 2007 son de 7.45 m ancho por 4.25 m alto.

### Behistun
La Inscripción de Behistún ha sido declarada Patrimonio de la Humanidad por la Unesco en el año 2006. La inscripción de Behistun (también Bisitun o Bisutun, persa moderno: بیستون ; persa antiguo: Bagastana, significa "el lugar de dios en la Tierra") es a la escritura cuneiforme lo que la piedra Rosetta a los jeroglíficos egipcios situada en el Monte Behistun.
La inscripción incluye tres versiones del mismo texto, escritas en tres escrituras y lenguajes diferentes: arameo, elamita y babilonio. Un oficial del ejército británico, Sir Henry Rawlinson, transcribió la inscripción en dos momentos, en 1835 y 1843. Rawlinson pudo traducir el texto cuneiforme en antiguo persa de 1838, y los textos elamitas y babilonios fueron traducidos por Rawlinson y otros después de 1843. El lenguaje babilonio era una forma tardía del acadio, ambas lenguas semíticas.
La inscripción mide aproximadamente 15 metros de alto por 25 de ancho, y se halla 100 metros por encima de un acantilado al lado de un antiguo camino que unía las capitales de Mesopotamia y Media (Babilonia y Ecbatana). Su acceso es muy complicado, ya que, después de su finalización, las laderas fueron eliminadas para hacer la inscripción más perdurable.
El texto de la inscripción es una declaración de Darío I de Persia, escrita en tres diferentes escrituras y lenguajes: dos lenguajes contiguos (persa antiguo y elamita), y babilonio encima de ellos. Darío gobernó el Imperio persa desde el año 521 a. C. hasta el 486 a. C. En algún momento hacia el 515 a. C. ordenó la creación de esta inscripción, que describiera un largo relato de su ascenso frente al usurpador Gaumata y las subsecuentes guerras victoriosas de Darío y el sofocamiento final de la rebelión, para ser así inscritas en un acantilado cercano a la moderna ciudad de Bisistun, en las colinas de los montes Zagros de Irán, en el punto donde se yerguen desde el llano de Kermanshah.
El texto en persa antiguo contiene 414 líneas en cinco columnas; el texto elamita incluye 593 líneas en ocho columnas y el babilonio tiene sólo 112 líneas. La inscripción fue ilustrada con un bajorrelieve de la vida de Darío, dos sirvientes y diez figuras de un metro de altura, que representan los diferentes pueblos conquistados; el dios Ahura Mazda está flotando arriba, bendiciendo al rey. Una figura parece haber sido agregada después de que las otras estuvieran acabadas, al igual que la barba de Darío, que es un bloque de piedra separado unido a la figura con pernos de hierro y plomo, un hecho realmente excepcional.

### Mezquita Mo'avenalmolk
Esta mezquita es única puesto que tiene varias pinturas en sus paredes relacionadas con el Shahnameh, a pesar de que gran parte de este texto sea religioso.

### Casa de Khaja Barookh
La Casa de Khaja Barookh es una casa situada en el viejo distrito de Faizabad en el barrio judío de Kermanshah. Fue construida por Barookh, un mercader judío de la época Qajar. La casa es bastante importante por su arquitectura iraní, y actualmente ha sido llamada Randeh-Kesh por su último propietario. Es un daroongara, es decir, la casa está conectada mediante un vestíbulo hacia el exterior, y por detrás, a través de un pasillo se conecta con el jardín interior.
El jardín está rodeado por habitaciones, y pilares de ladrillo que forman un iwan (porche) de la casa, y capiteles de columnas decorados con  trabajos de ladrillos-estalactita. Esta casa se encuentra entre las más extrañas del período Qajar con baño privado.

### Industria
Kermanshah es un importante centro industrial; su sector industrial incluye refinería petroquímica , manufactura textil, procesado y conservación de los alimentos, refinación del petróleo, fabricación de alfombras, refinación de azúcar, y producción de equipos y material eléctrico.

## Educación superior
- Kermanshah University of Medical Sciences
- Razi University
- Azad University of Kermanshah Archivado el 7 de octubre de 2014 en Wayback Machine.

## Personas destacadas
- Doris Lessing, escritora, ganadora del Premio Nobel de literatura en 2007.
- Shahram Nazeri, vocalista y músico.
- Karim Sanjabi, antiguo ministro de asuntos exteriores.
- Rashid Yasemi, uno de los cinco maestros de la literatura persa.
- Moeini kermanshahi, compositor.
- Ali Mohammad Afghani, novelista.
- Ali Ashraf Darvishian, novelista y escritor.
- Abolghasem Lahouti, poeta.
- Marganita Vogt-Khofri, cantante de ópera y pianista.
- Guity Novin, pintor, fundador del transpresionismo.
- Alexis Kouros, escritor, documentalista, director y productor.
- Roknoddin Mokhtari, violinista.
- Bijan Namdar Zangeneh, antiguo ministro.
- Ebrahim Azizi, miembro y portavoz del Consejo de Guardianes.
- Mir Jalaleddin Kazzazi, escritor.
- Al-Dinawari,  botánico, historiador, geógrafo, astrónomo y matemático.
- Mohammad Ranjbar, antiguo jugador y entrenador de la selección de fútbol de Irán.
- Margaret Packard Aro, escritor.
- Biyán Namdar Zangané, ministro de distintos gobiernos de Irán de 1983 a 2005, y desde 2013 ministro del Petróleo.

## Galería de imágenes

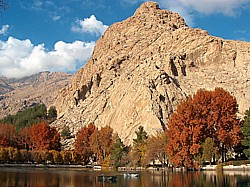
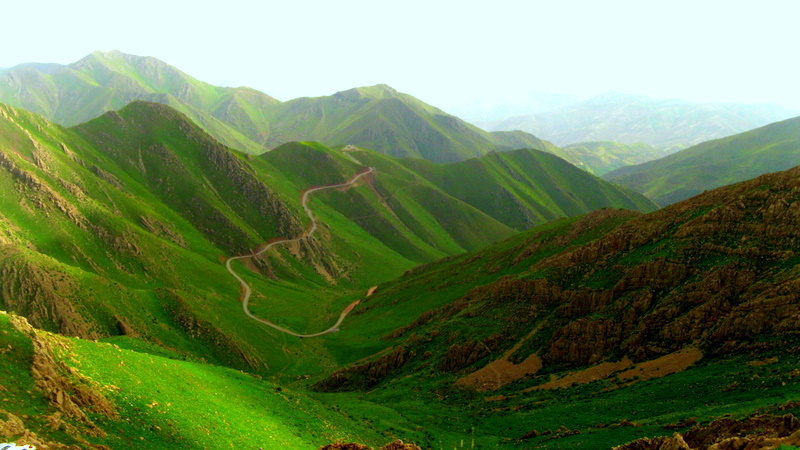
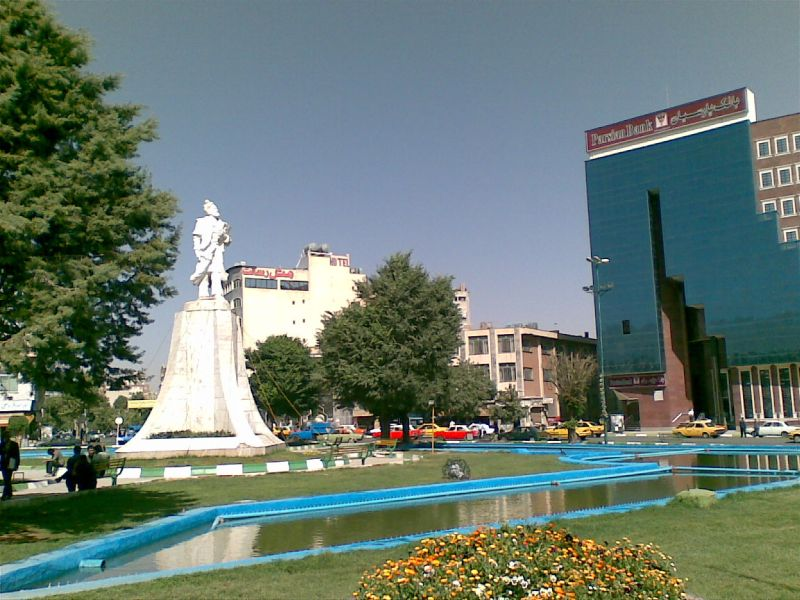
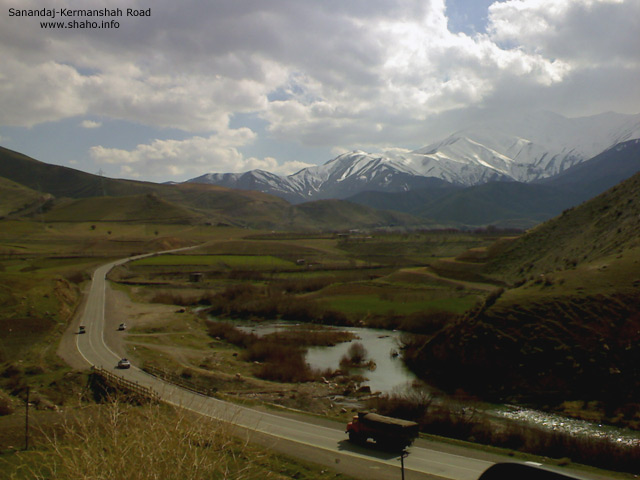
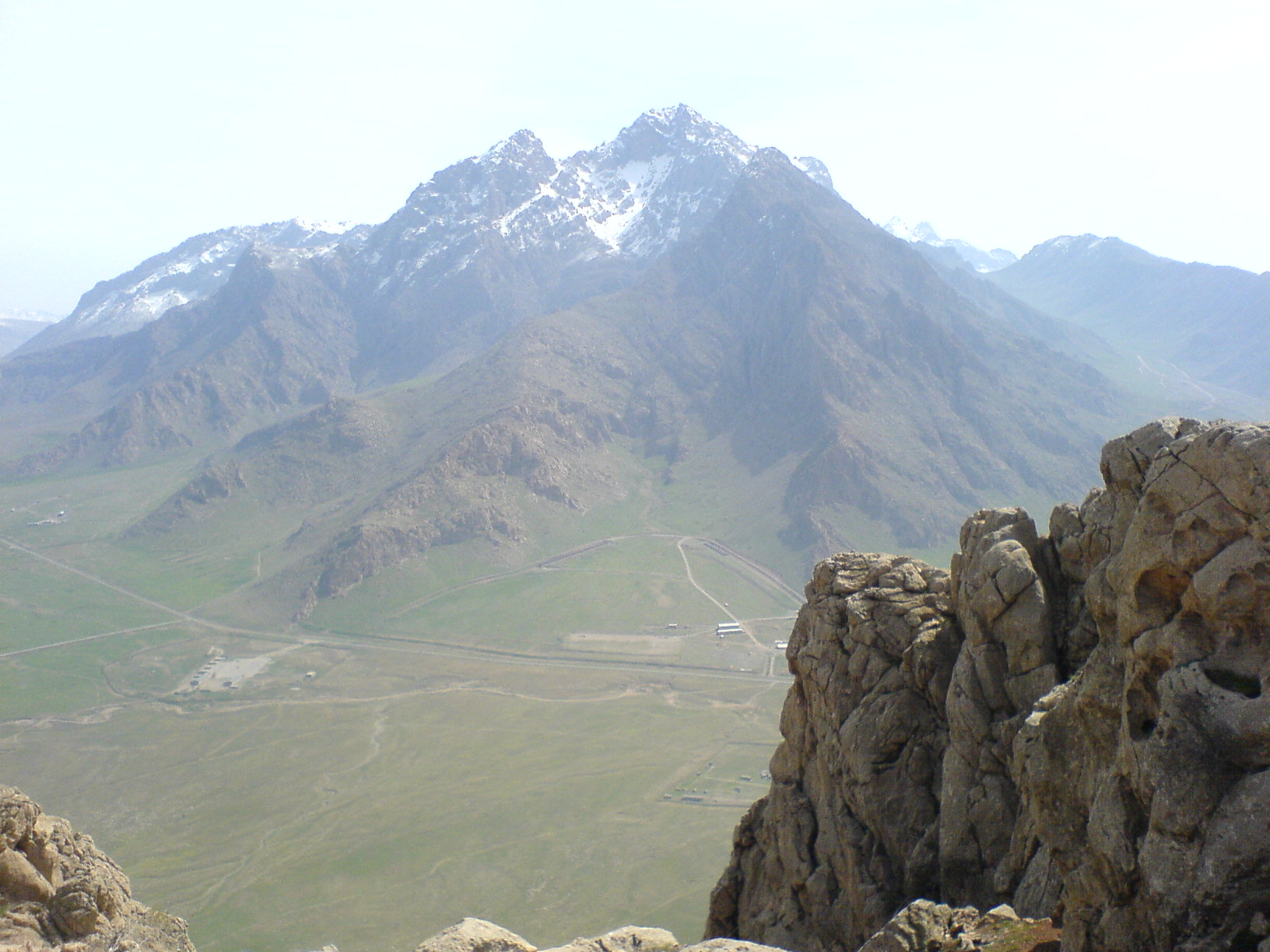
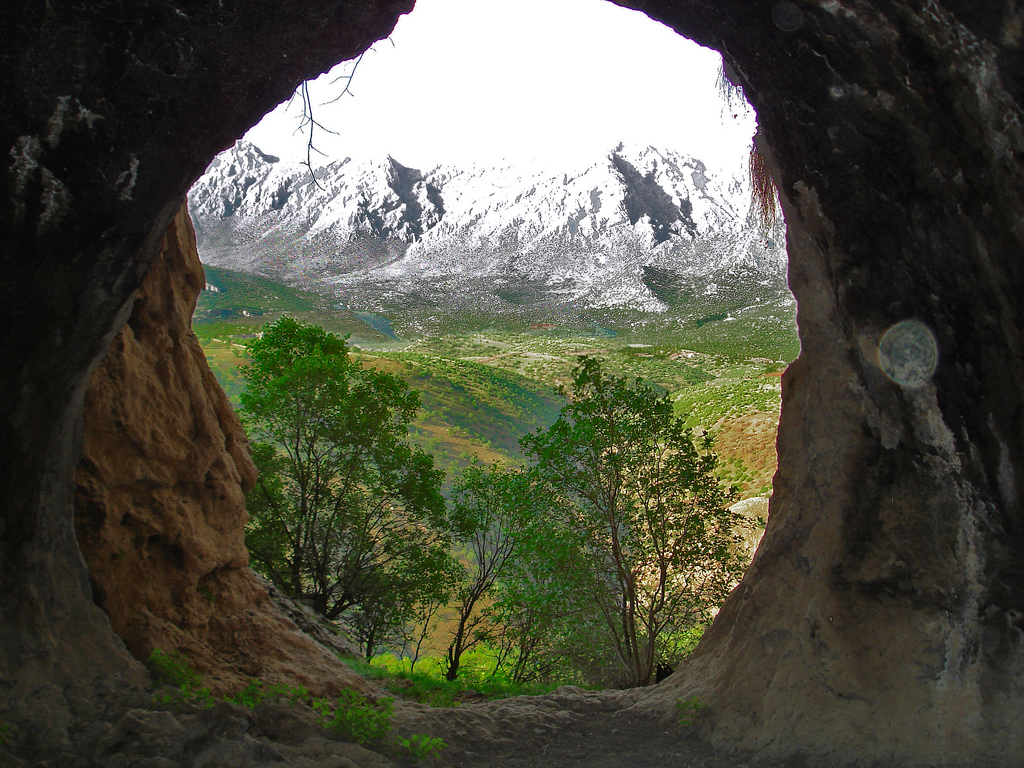
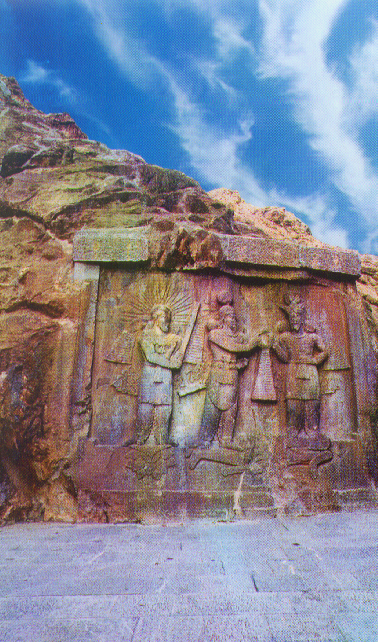
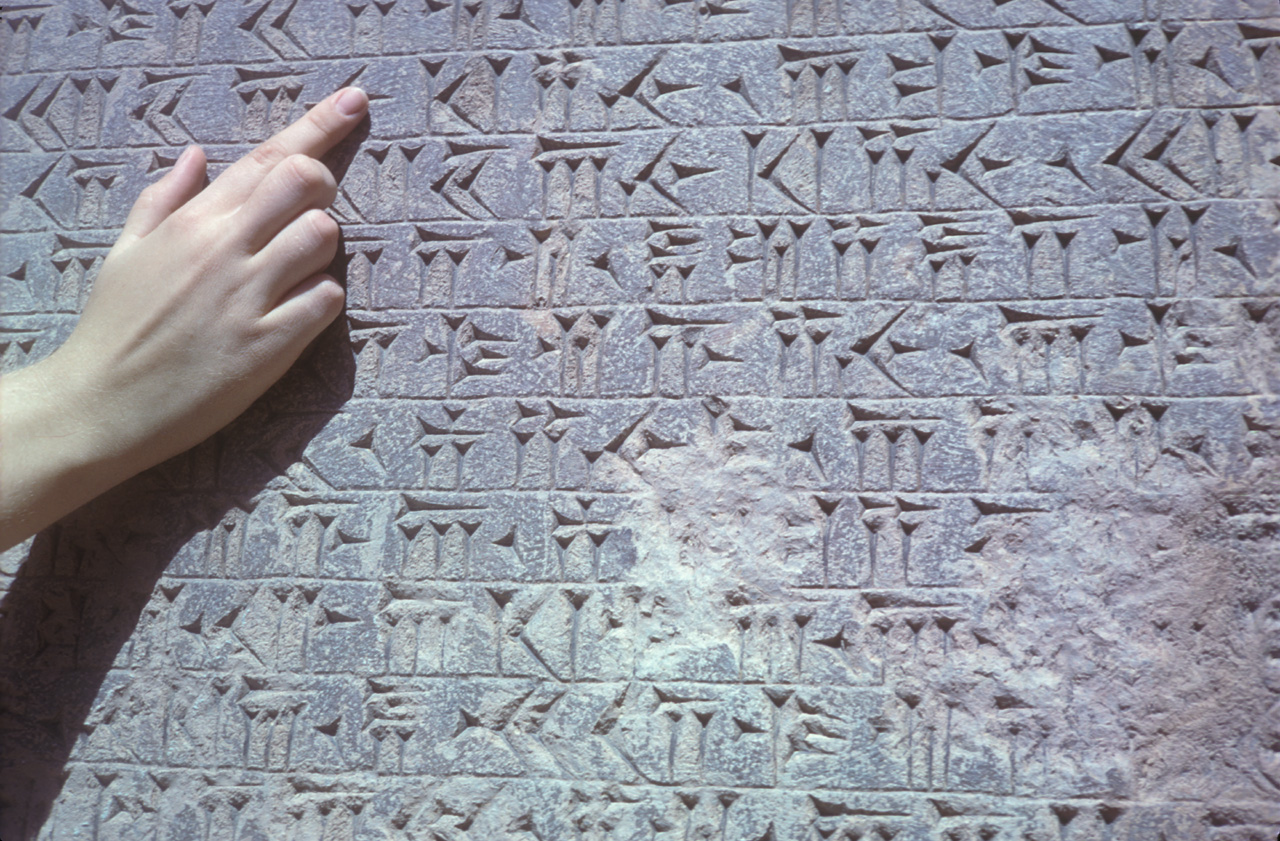
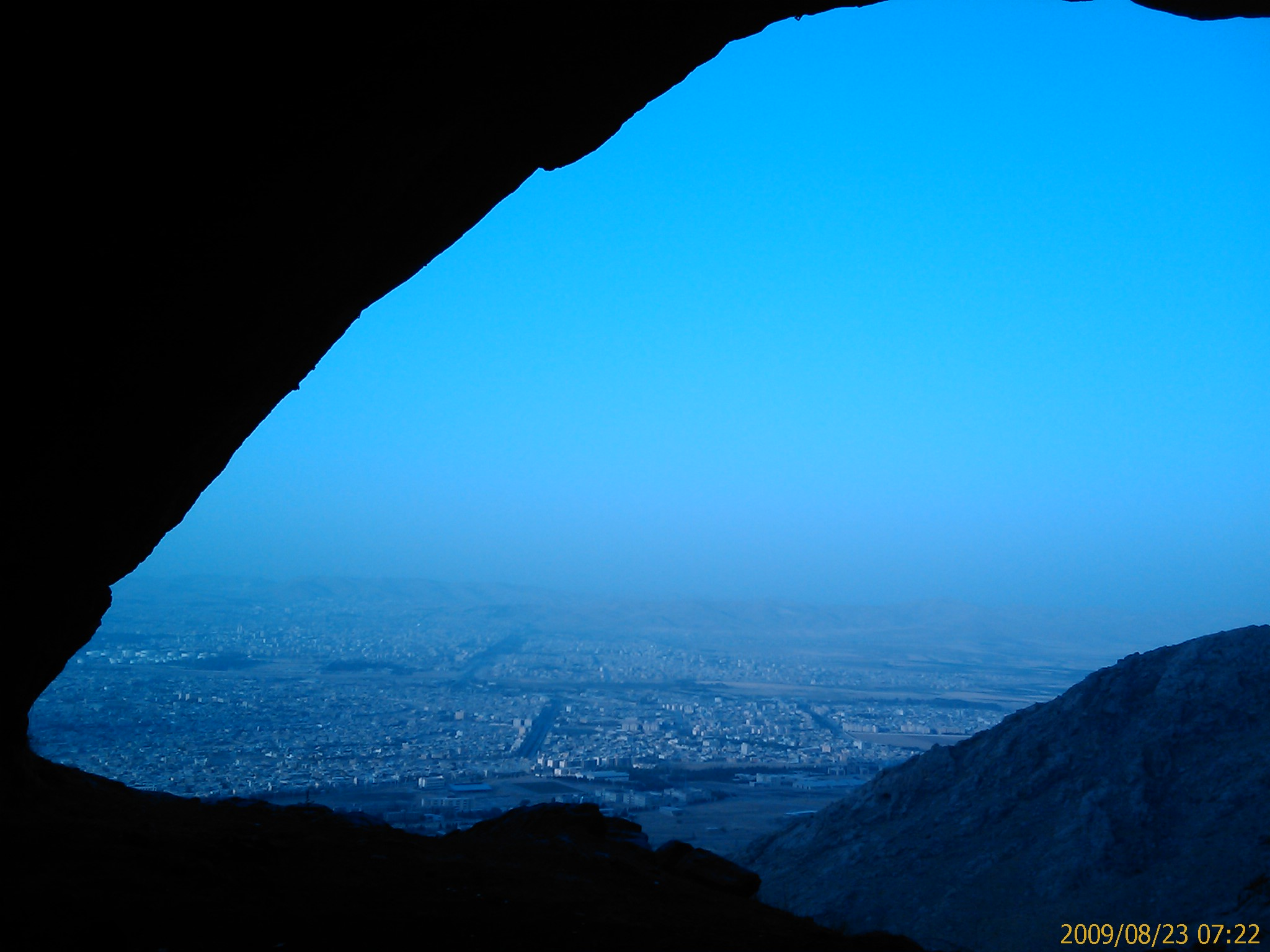
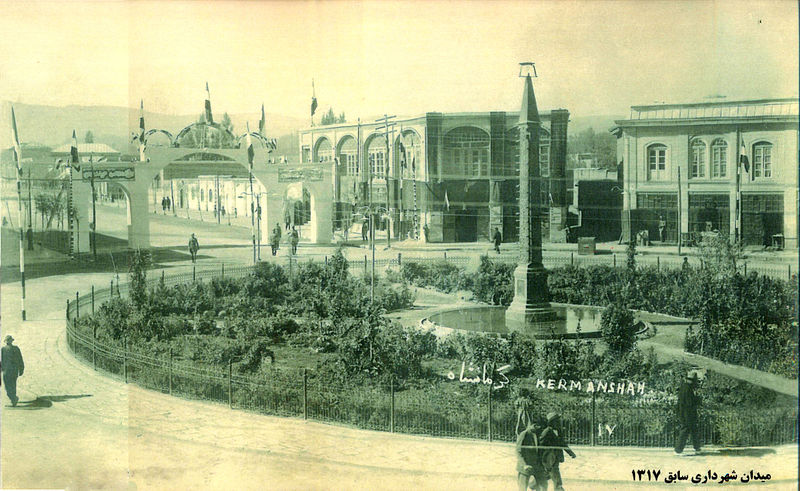